# Якубський Борис Володимирович
Бори́с Володи́мирович Яку́бський (1889 — 1944) — літературознавець і літературний критик, професор Київського ІНО. Професор Київського Інституту Народної Освіти, чл. Історично-літературного Товариства при ВУАН, Київ. н.-д. катедри мовознавства, співробітник Комісії для видавання пам'яток новітнього укр. письменства ВУАН та Київської філії Інституту літератури ім. Т. Шевченка. Серед ін. праць: кн. «Наука віршування» (К., 1922), стаття «До проблеми ритму Шевченкових поезій» (зб. «Шевченко та його доба», II. К., 1925), «Лірика Лесі Українки» (Л. Українка, «Твори», II. К., 1927) та ін.

## Життєпис
Родом з с. Іллінці на Київщині.

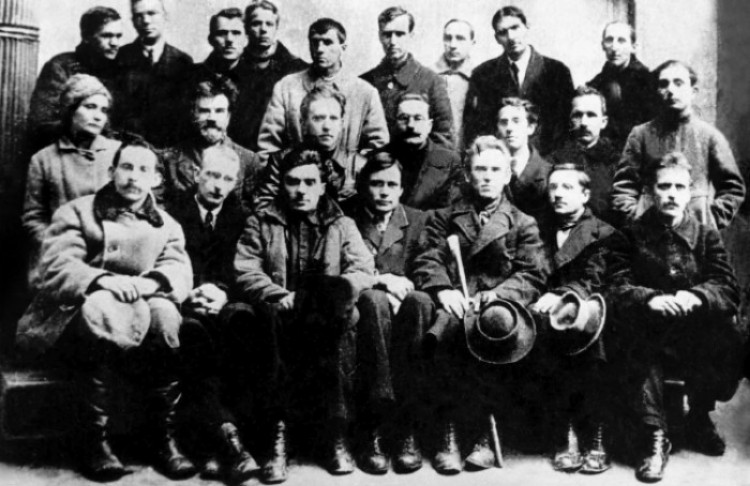
Зустріч харківських і київських митців. Київ, 1923 р. Зліва направо, перший ряд: Максим Рильський, Юрій Меженко, Микола Хвильовий, Майк Йогансен, Григорій Михайлов, Михайло Вериківський, Пилип Козицький. Другий ряд: Наталя Романович, Михайло Могилянський, Василь Еллан-Блакитний, Сергій Пилипенко, Павло Тичина, Павло Филипович, Антін Хуторян. У третьому ряду стоять: Дмитро Загул, Микола Зеров, Михайло Драй-Хмара, Григорій Косинка, Володимир Сосюра, Тодось Осьмачка, Володимир Коряк, Михайло Івченко, Борис Якубський

За німецької окупації 1941 Якубський залишився в Києві. За спогадами А. Любченка, Якубський був співробітником К. Штепи у міській управі.
Після повернення радянської влади в місто був репресований.

## Діяльність
Борис Якубський — один із перших основоположників соціологічного методу в українському літературознавстві, дослідник мистецької форми в літературі. 3 окремих його праць найбільше відомі: «Наука віршування» («Слово», К., 1922) і «Соціологічний метод у письменстві» («Слово», К., 1923). Із статей важливіші: «Форма поезій Шевченка» (зб. Т. Шевченка, ДВУ, 1921), «Із студій над Шевченковим стилем» (Шевч. з6., 1, 1924), огляд «Українська поезія в 1923 р.» («Рад. Освіта», 1924, № 1-2), огляд «Сім років — 1917—1924» (у «Жовтневому збірнику», 1924), «О.Кобилянська та її новели» (у вид.: О. Кобилянська. новели, Книгосп., 1925), стаття про ритм у Шевченковій поезії (зб. «Шевченко та його доба», II, 1926), «До соціології Шевченкових епітетів» (у збірнику Шевченко, І, К, 1928), «Поема надмірного індивідуалізму» (ст. про «Одержиму» Л. Українки в V-ому томі її творів, К., 1928), «Творчий шлях поета. — Еволюція творчості Дмитра Загула» (Ж. і Р., 1928, кн. VII і кн. VIII), «Степан Васильченко» (окр. вид., Х, 1928), «Поетична творчість Миколи Вороного» (Ж. і Р., 1928, кн. ХІ) та ін.
Крім того, Якубський був редактором 7-томового видання Творів Лесі Українки (1923—1925) і зразкового, 12-томового (1927-?) з багатьма статтями загальносинтетичного характеру. За його редакцією і з його вступною статтею появився збірник «Галицька та буковинська поезія» (Х, 1927), повісті П. Мирного та І. Білика «Хіба ревуть воли, як ясла повні?» (Х, 1927) і «Лихо давнє і сьогочасне» (Книгосп., 1928).
У 1939 р. за загальною редакцією Б. Якубського Академія Наук УРСР видала два перші томи академічного повного зібрання творів Т. Шевченка з науково перевіреним текстом, варіантами й об'єктивними примітками, які згодом було вилучено з усіх бібліотек.